# Werner Heidinger
Werner Heidinger (* 26. Juli 1904 in Freiburg im Breisgau; † 14. Juni 1981) war ein deutscher Chemiker. Er war Abgeordneter der Volkskammer für die DDR-Blockpartei NDPD.

## Leben
Heidinger wurde  1904 im südbadischen Freiburg als Sohn eines Lehrers geboren. Nach dem Besuch der Volksschule in Freiburg wechselte er an eine Realschule in Schwetzingen. Anschließend besuchte er Gymnasien in Tauberbischofsheim und Karlsruhe, wo er auch sein Abitur ablegte. 1923 begann Heidinger ein Studium der Chemie an der damaligen Technischen Hochschule in Karlsruhe, welches er erst 1930 mit der Diplomprüfung beendete. An der TH war Heidinger zeitweise Vorsitzender des republikanischen Studentenbundes. Danach fand er zunächst eine Anstellung in der Chemischen Fabrik Budenheim. Parallel dazu arbeitete er an seiner Dissertation zum Thema „Über den Hypobromitabbau von Proteinen“, mit welcher er 1932 in Karlsruhe zum Dr.-Ing. promoviert wurde. 1933 verabschiedete Heidinger sich aus Budenheim und bereitete sich zwei Jahre auf die staatliche Lebensmittelchemikerprüfung vor, welche er 1935 mit dem Staatsexamen für Lebensmittelchemie bestand. Anschließend fand er eine Anstellung als Chemiker bei der Elektro Nitrum Ag im badischen Lauffenburg. Nachdem Heidinger nach eigenem Bekunden bereits 1933 der SA beigetreten war, beantragte er am 18. Mai 1937 die Aufnahme in die NSDAP und wurde rückwirkend zum 1. Mai desselben Jahres aufgenommen (Mitgliedsnummer 4.462.982). 1939 wechselte der 35-jährige Heidinger in das prosperierende Ammoniakwerk Merseburg, wo er zunächst eine Anstellung als Laborleiter fand. Durch die Herstellung des sogenannten Leunabenzins aus der umliegend vorkommenden Braunkohle war der auch Leunawerk genannte Betrieb mit seinen Hydrierwerken einer der kriegswichtigsten Betrieb für Deutschland überhaupt. Heidinger wurde dementsprechend u.K. gestellt und blieb bis zum Kriegsende im Werk.
Am 14. April 1945 besetzten zunächst amerikanische Truppen die Leunawerke, welche bis zum vereinbarten Besatzungswechsel am 30. Juni 1945 im Werk blieben. Während dieser Zeit wurden zahlreiche Patente und Forschungsunterlagen konfisziert, Mitarbeiter abgeworben. Heidinger verhielt sich diesem Ansinnen gegenüber reserviert. In dieser Zeit wurde er zur Bewachung des Werkes als Schutz vor Plünderungen durch Privatpersonen eingesetzt, Heidinger bewachte dabei das werkseigene Wasserwerk Daspig.
Nach dem Zweiten Weltkrieg wurde Heidinger Mitglied der NDP, die später umbenannt wurde in NDPD, und wirkte in der DDR als Betriebsleiter in den Leunawerken „Walter Ulbricht“. 1958 erhielt er mit dem Kollektiv Epoxidharz den Nationalpreis der DDR III. Klasse für Wissenschaft und Technik „für die Entwicklung wichtiger Kunstharze, insbesondere des Epoxydharzes, und für ihre Initiative bei der Anwendung dieser Stoffe in der industriellen Praxis, die von großer wirtschaftlicher Bedeutung ist“.
Die NDP vertrat er als Abgeordneter in der vierten Wahlperiode der Volkskammer, dem Parlament der DDR. Er war darüber hinaus Mitglied des Zentralvorstandes der Gesellschaft für Deutsch-Sowjetische Freundschaft.

## Ehrungen
- Verdienter Erfinder, verliehen aufgrund mehrerer Patente